# Saint-Thomas-d'Aquin (ville)
Pour les articles homonymes, voir Saint-Thomas-d'Aquin.
Saint-Thomas-d'Aquin est une ancienne municipalité de paroisse située près de Saint-Hyacinthe et de La Présentation, en Montérégie, au Québec. Dans le cadre des réorganisations municipales québécoises, elle est annexée à Saint-Hyacinthe le 27 décembre 2001 avec quatre autres municipalités. Elle constitue désormais un quartier de cette ville.
La municipalité de paroisse de Saint-Thomas-d'Aquin est fondée en 1893, issue du détachement de Notre-Dame-de-Saint-Hyacinthe ou Notre-Dame-du-Rosaire et de La Présentation. 
Le noyau habité de Saint-Thomas-d'Aquin se trouve à environ 4 km au nord-ouest du centre-ville de Saint-Hyacinthe, précisément sur la route 137 du côté nord de l'autoroute Jean-Lesage.
Avant son annexion, Saint-Thomas-d'Aquin compte 4 182 habitants lors du recensement canadien de 1996 puis 4 000 lors de celui de 2001.

## Toponymie
Elle est nommée en l'honneur du philosophe Thomas d'Aquin.